# 西郷泰之
西郷 泰之（さいごう やすゆき、1972年8月30日 - ）は、日本の元社会人野球選手（内野手）、コーチ。左投げ左打ち。

## 来歴
東京都出身。練馬リトルシニアから日本学園高校卒業後、三菱自動車川崎（後・三菱ふそう川崎）に入社。
持ち前のパンチ力で入社すぐにレギュラーを獲得。徐々に他チームの脅威の的となり、1995年に初めて日本代表入りすると、日本代表チームでも中核を打って社会人野球を代表するスラッガーとなり、現役最多の日本代表キャリア18を誇る。30代に入ってもその強打は衰えることなく、2007年の第78回都市対抗野球大会では東芝に補強されて全試合で4番を任されて3本塁打を放ち（8打点）、打撃賞を獲得した。都市対抗野球大会での個人通算ホームラン数14本は杉山孝一（新日鐵名古屋）と並ぶ大会記録である。
三菱ふそう川崎時代は、打席に立つ際に「燃えろ!西郷 エンジン機械課」の横断幕が掲げられた。また、2004年に本社をめぐる不祥事で自チームが1シーズン活動を自粛している間は、秩父市の工場で自動車の修理に従事していた。
2008年シーズンをもって三菱ふそう川崎が活動休止したのに伴い、当初は引退を決意していたものの、Honda・安藤強監督の熱心な誘いに折れ、Hondaへ移籍した。
都市対抗野球大会では6回の優勝を経験している（三菱ふそう川崎3回（2000,03,05年）、Honda1回（2009年）、いすゞ自動車（補強）1回（2002年）、東芝（補強）1回（2007年））。また、決勝進出6回すべてで優勝しており、優勝請負人との異名を持つ。都市対抗において10年間で6度の優勝経験は史上最多、上記のとおり通算14本塁打は史上最多タイ、社会人ベストナイン受賞6回も史上最多タイと、社会人野球における数々の記録を保持しているため、2005年ごろからミスター社会人野球と称されるようになった。
2014年、故障等を乗り越え41歳にして都市対抗野球大会10年連続出場を達成した。
2015年11月25日に記者会見を行って現役引退を発表した。その後は同社で社業に就いていたが、翌2016年12月にHondaのヘッドコーチに就任し、2019年シーズンまで務めた。
2020年3月、東海大学硬式野球部の監督に転身していた安藤から再び誘いを受け、同大学コーチに就任した。しかし、部内での不祥事により安藤とともにその年をもって辞任する事となった。
東海大学コーチ退任後はHondaに戻り、コーチに就任。

## 日本代表キャリア
- 日本・キューバ選手権（1995年）
- 第12回IBAFインターコンチネンタルカップ（1995年）
- 第18回アジア野球選手権（1995年）
- アトランタオリンピック野球日本代表（1996年）
- 日本アマ・プロ・キューバ選手権（1996年）
- 第13回IBAFインターコンチネンタルカップ（1997年）
- 第19回アジア野球選手権大会（1997年）
- 4か国・地域対抗戦（1999年）
- 4か国・地域対抗戦（2000年）
- 4か国・地域対抗戦（2001年）
- 第34回IBAFワールドカップ（2001年）
- 第35回IBAFワールドカップ（2003年）
- 第23回アジア野球選手権（2005年）
- 第36回IBAFワールドカップ（2005年）
- 第16回IBAFインターコンチネンタルカップ（2006年）
- 第15回アジア競技大会（2006年）
- 第37回IBAFワールドカップ（2007年）
- 第16回アジア競技大会（2010年）

## 主な表彰・タイトル
- 社会人ベストナイン　6回（1995年・一塁手、1996年・外野手、2000年・一塁手、2002年・一塁手、2003年・一塁手、2007年・一塁手）
- 都市対抗野球大会橋戸賞　1回（2000年）
- JABA東京スポニチ大会最優秀選手賞　1回（2001年）
- 都市対抗野球大会10年連続出場（2014年）